# Peter Emanuel Hansen
Peter Emanuel Hansen (født 12. oktober 1846 i København, død 23. december 1930 på Frederiksberg) var en dansk skuespiller, telegrafist, lærer, oversætter og skribent.
Peter Emanuel Hansen blev født i København i 1846 som søn af Mariane Dam og Gotfred Hansen, hvor sidstnævnte var arbejdsmand, senere værtshusholder og sukker-husforvalter.
Peter Emanuel Hansen tog en realafgangseksamen fra Borgerdydskolen på Christianshavn.
Som ung havde han interesse for litteratur og mellem 1865 og 1870 var han skuespiller på Det kongelige teater.
Efter den korte skuespillerkarriere fik Hansen ansættelse ved Store Nordiske Telegrafselskab og blev i 1871 udsendt som telegrafist til Siberien.
Siberien havde da et rygte som "forvisningens land" og "forbrydelsernes land".
Han rejste med 14 andre danskere og ankom den 12. oktober til Omsk.
I 1877 udgav Geografisk Tidsskrift Hansens artikel om livet i Omsk.
Fra Store Nordiske Telegrafselskab overgik han til det russiske telegrafvæsen og blev i 1881 forflyttet til St. Petersborg, hvor han virkede som lærer i engelsk og telegrafi ved det elektrotekniske institut.
Hansen blev gift første gang i 1882 i Irkutsk med Marija Aleksandrovna Engelfeldt. 
Hun døde dog nogle år efter i 1888 i St. Petersborg.
Hansen giftede sig senere på året med Anna Vasiljevna Vasiljeva. 
Hansen oversatte skandinavisk litteratur til russisk, herunder arbejder af H.C. Andersen, Søren Kierkegaard, Ludvig Holberg og Henrik Ibsen, ofte i samarbejde med sin anden hustru.
De oversatte også den anden vej, russiske forfattere så som I.A. Gontjarov og L.N. Tolstoj.
Dansk Biografisk Leksikon fremhæver samlingen Fiordy som udkom i årene 1909 til 1913 og indeholder oversættelse til russisk af nordisk samtidslitteratur med forfattere såsom Johannes V. Jensen, Karin Michaelis, Johan Bojer (no) og Per Hallström.
Udover sin oversættervirksomhed og lærergerning var Hansen også involveret i socialt arbejde i Rusland, særligt under hungersnøden 1899-1900 og mellem 1904 og 1907 var han tilknyttet Kejserinde Marias Institutioner.
Han udgav skifter om sociale forhold, i bogform: Obščestvennaja samopomošč' v Danii, Norvegii i Švecii (Offentlig selvhjælp i Danmark, Norge og Sverige, 1898) og Trudovaja pomošč' v Skandinavskich gosudarstvach (Hjælp gennem Arbejde i de skandinaviske Lande, 1899).
I 1917 kom Hansen tilbage til Danmark.
Hans anden hustru døde i 1942 under Leningrads belejring.

Hans datter, Mariana Petrovna Ganzen-Kozevnikova, overlevede Anden Verdenskrig og var central i oprettelse af det første skandinaviske institut i Rusland.
En kvindelig efterkommer talte også dansk og havde interesse i skandinavisk kultur.